# Papyrus 132
Papyrus 132 of {\displaystyle {\mathfrak {P}}^{132}} (volgens de nummering van Gregory-Aland) of P.Oxy. 5258 is een Grieks afschrift van het Nieuwe Testament, geschreven op papyrus. Van de oorspronkelijke codex is slechts één fragment bewaard gebleven, recto en verso beschreven (recto: Efeze 3:21-4:2; verso: Efeze 4:16-18). In de tekst zijn nomina sacra gebruikt. Het handschrift wordt bewaard in de Art, Archaeology and Ancient World Library in Oxford bij de Oxyrhynchus papyri.